# Samoa-Vorlage
Die Samoa-Vorlage war eine am 14. April 1880 von Otto zu Stolberg-Wernigerode für den krankheitsbedingt verhinderten Reichskanzler Otto von Bismarck in den Reichstag eingebrachte Gesetzesvorlage, die am 27. April 1880 mit 128 gegen 112 Stimmen abgelehnt wurde.
Diese Vorlage sah vor, dass das Reich eine Garantie im Interesse der Disconto-Gesellschaft übernehmen sollte, die das infolge von Handelsunternehmungen in Samoa bankrotte Hamburger Handelshaus von Johan Cesar Godeffroy übernehmen sollte. Die Aktionäre dieser neu zu gründenden Auffanggesellschaft sollten durch die Staatsgarantie auf die Dauer von zwanzig Jahren mit einer jährlichen Dividende von bis zu 4,5 Prozent rechnen dürfen.
Der Bundesrat stimmte der Vorlage am 15. April 1880 zu, jedoch entschied der Reichstag am 27. April schließlich anders. Dennoch kann die Samoa-Vorlage als der Beginn der offiziellen deutschen Kolonialpolitik unter Bismarck betrachtet werden.